# جایزه تانیزاکی
جایزه تانیزاکی (به ژاپنی: 谷崎潤一郎賞 Tanizaki Jun'ichirō Shō) این جوایز به افتخار رمان‌نویس ژاپنی جون‌ایچیرو تانیزاکی، یکی از جوایز ادبی ژاپن است که در سال ۱۹۶۵ توسط شرکت انتشاراتی چوئو کورون. برای بزرگداشت هشتادمین سالگرد به‌عنوان ناشر، تأسیس شد. این جایزه هر ساله به یک اثر داستانی یا نمایشی با بالاترین شایستگی ادبی توسط یک نویسنده حرفه‌ای اهدا می‌شود. برنده یک لوح یادبود و یک میلیون ین جایزه نقدی دریافت می‌کند.
در سال ۱۹۶۶ میلادی شوساکو اندو برای سکوت (رمان) این جایزه را دریافت کرد.